# Medalla Eckersberg
La Medalla Eckersberg  (originalmente el Akademiets Aarsmedaille o Medalla Anual de la Academia) es un premio anual que otorga la Real Academia de Bellas Artes de Dinamarca. Recibe su nombre de Christoffer Wilhelm Eckersberg, padre de la pintura danesa. Fue creada en 1883, en el centenario de su nacimiento.

## Galardonados
Fuente (1940 en adelante): Akademiraadet

### Década de 1880
| Año  | Galardonado/s     | Campo  |
| ---- | ----------------- | ------ |
| 1887 | Michael Ancher    | Pintor |
| 1887 | Christian Blache  | Pintor |
| 1888 | Christian Blache  | Pintor |
| 1888 | Valdemar Irminger | Pintor |
| 1889 | Michael Ancher    | Pintor |
| 1889 | Valdemar Irminger | Pintor |

### Década de 1890
| Año  | Galardonado/s       | Campo               |
| ---- | ------------------- | ------------------- |
| 1890 | Georg Achen         | Pintor              |
| 1890 | Erik Henningsen     | Pintor              |
| 1890 | Edvard Petersen     | Pintor              |
| 1890 | Theodor Philipsen   | Pintor              |
| 1891 | Edvard Petersen     | Pintor              |
| 1892 | Ludvig Brandstrup   | Escultor            |
| 1892 | Joakim Skovgaard    | Pintor              |
| 1893 | H. A. Brendekilde   | Pintor              |
| 1893 | Niels Pedersen Mols | Pintor              |
| 1893 | Laurits Tuxen       | Pintor              |
| 1894 | Niels Pedersen Mols | Pintor              |
| 1894 | Knud Larsen         | Pintor              |
| 1894 | Hans Ole Brasen     | Pintor              |
| 1895 |                     |                     |
| 1896 | Ludvig Brandstrup   | Escultor            |
| 1896 | Gunnar Jensen       | Medallista/Escultor |
| 1896 | L.A. Ring           | Pintor              |
| 1897 |                     |                     |
| 1898 | Heinrich Wenck      | Arquitecto          |
| 1898 | Lauritz Jensen      | Escultor            |
| 1898 | Knud Larsen         | Pintor              |
| 1899 | Peter Ilsted        | Pintor              |

### Década de 1900
| Año  | Galardonado/s               | Campo             |
| ---- | --------------------------- | ----------------- |
| 1900 | Rasmus Andersen             | Escultor          |
| 1900 | Carl Bonnesen               | Escultor          |
| 1901 | Martin Borch                | Arquitecto        |
| 1901 | Thorvald Jørgensen          | Arquitecto        |
| 1901 | Lorenz Vilhelm Hinrichsen   | Pintor            |
| 1901 | Carl Holsøe                 | Pintor            |
| 1901 | L.A. Ring                   | Pintor            |
| 1901 | Carl Wentorf                | Pintor            |
| 1902 | Gotfred Tvede               | Arquitecto        |
| 1902 | Carl Wentorf                | Pintor            |
| 1903 | Anna Ancher                 | Pintor            |
| 1903 | Hans Nikolaj Hansen         | Pintor            |
| 1903 | Carl Locher                 | Pintor            |
| 1903 | Carl Mortensen              | Pintor            |
| 1903 | Henrik Jespersen            | Pintor            |
| 1904 | Anna Ancher                 | Pintor            |
| 1904 | Victor Nyebølle             | Arquitecto        |
| 1904 | Niels Vinding Dorph         | Pintor            |
| 1904 | Edvard Eriksen,             | Escultor          |
| 1904 | Viggo Jarl                  | Escultor          |
| 1904 | Carl Locher                 | Pintor            |
| 1905 | Lauritz Jensen              | Pintor            |
| 1905 | Charles Lindstrøm           |                   |
| 1905 | Hans Smidth                 | Pintor            |
| 1906 | Hans Smidth                 | Pintor            |
| 1906 | Agnes Slott-Møller          | Pintor            |
| 1907 | Carl Brummer                | Arquitecto        |
| 1907 | Niels Vinding Dorph         | Pintor            |
| 1907 | Vilhelm Arnesen             |                   |
| 1907 | Frederik Lange              | Pintor            |
| 1907 | J.C. Schlichtkrull          | Pintor            |
| 1908 | Gotfred Tvede               | Arquitecto        |
| 1908 | Carl Holsøe                 | Pintor            |
| 1908 | Ejnar Nielsen               | Escultor          |
| 1908 | Ingeborg Plockross Irminger | Escultor          |
| 1908 | Peter Alfred Schou          | Pintor            |
| 1908 | Herman Vedel                | Pintor            |
| 1908 | Sigurd Wandel               | Pintor            |
| 1909 | Anton Rosen                 | Arquitecto        |
| 1909 | Josef Theodor Hansen        | Pintor/ilustrador |
| 1909 | Johannes Magdahl Nielsen    | Arquitecto        |
| 1909 | Carl V. Meyer               |                   |
| 1909 | Herman Vedel                | Pintor            |
| 1909 | Carl Mortensen              |                   |

### Década de 1910
| Año  | Galardonado/s        | Campo                     |
| ---- | -------------------- | ------------------------- |
| 1910 | Axel Berg            | Arquitecto                |
| 1910 | J.J. Bregnø          | Escultor                  |
| 1910 | Hans Nikolaj Hansen  | Pintor                    |
| 1910 | Frederik Lange       |                           |
| 1910 | Johannes Wilhjelm    | Pintor                    |
| 1911 | Carl Brummer         | Arquitecto                |
| 1911 | Vilhelm Th. Fischer  |                           |
| 1911 | Lorenz V. Hinrichsen |                           |
| 1911 | Carl V. Meyer        |                           |
| 1911 | Einar Utzon-Frank    | Escultor                  |
| 1911 | Johannes Wilhjelm    |                           |
| 1912 | Vilhelm Th. Fischer  |                           |
| 1912 | Svend Hammershøi     | Pintor/ceramista          |
| 1912 | Gunnar Jensen        | Medallista/Escultor       |
| 1912 | P.A. Schou           |                           |
| 1912 | Sigurd Wandel        |                           |
| 1913 | Carl Møller          | Pintor/Arquitecto         |
| 1913 | Svend Hammershøi     | Pintor/ceramista          |
| 1914 | Rasmus Harboe,       | Escultor                  |
| 1914 | Kristoffer Varming   | Arquitecto                |
| 1914 | Axel Poulsen         | Escultor                  |
| 1914 | Eiler Sørensen       | Pintor                    |
| 1915 | Henning Hansen       | Arquitecto                |
| 1915 | Eiler Sørensen       | Pintor                    |
| 1915 | Valdemar Neiiendam   | Pintor                    |
| 1916 | Thyra Boldsen        | Escultor                  |
| 1916 | Hans Knudsen         | Pintor                    |
| 1917 | Hans Knudsen         | Pintor                    |
| 1918 | Maleren Tycho Jessen | Pintor                    |
| 1918 | Carl Harild          | Arquitecto                |
| 1919 | Knud Kyhn            | Pintor/ceramista/Escultor |
| 1919 | Karl Larsen          | Pintor                    |
| 1919 | Jens Lund            | Pintor/illustrator        |
| 1919 | Sigurd Swane         | Pintor                    |

### Década de 1920
| Año  | Artista            | Campo            |
| ---- | ------------------ | ---------------- |
| 1920 | Poul Holsøe        | Arquitecto       |
| 1920 | Jens Lund          | Pintor           |
| 1921 | Axel Ekberg        | Arquitecto       |
| 1921 | Niels Hansen       | Pintor           |
| 1921 | Hans Henningsen    | Pintor           |
| 1922 | Carl Fischer       | Pintor           |
| 1923 | Emanuel Monberg    | Arquitecto       |
| 1923 | Niels Bjerre       |                  |
| 1923 | Kræsten Iversen    | Pintor           |
| 1923 | Svend Jespersen    | Escultor         |
| 1924 | Olaf Rude          | Pintor           |
| 1924 | William Scharff    | Pintor           |
| 1925 | Edvard Weie        | Pintor           |
| 1926 | Kay Fisker         | Arquitecto       |
| 1926 | Axel P. Jensen     | Pintor           |
| 1926 | Ernst Zeuthen      | Pintor           |
| 1927 | Johannes Ottesen   | Pintor           |
| 1927 | Knud V. Engelhardt | Arquitecto       |
| 1927 | Kay Fisker         | Arquitecto       |
| 1928 | Ludvig Find        | Pintor           |
| 1928 | Kaare Klint        | Arquitecto       |
| 1928 | Hans W. Larsen     | Pintor           |
| 1929 | Bent Helweg-Møller | Arquitecto       |
| 1929 | Jais Nielsen       | Pintor/ceramista |

### Década de 1930
| Año  | Recipient                                                                           | Campo                                           |
| ---- | ----------------------------------------------------------------------------------- | ----------------------------------------------- |
| 1930 | Thorkild Henningsen Mogens Bøggild Ebba Carstensen                                  | Arquitecto Escultor Pintor                      |
| 1931 | Johan Vilhelm Andersen Jens Søndergaard Poul Andreas Kiærskou                       | Pintor Escultor                                 |
| 1932 |                                                                                     |                                                 |
| 1933 | Oluf Høst Einar Packness Arno Malinowski Siegfred Neuhaus                           | Pintor Arquitecto Escultor Pintor               |
| 1934 | Harald Quistgaard Kaj Søren Sørensen Harald Hansen                                  | Escultor Pintor Pintor                          |
| 1955 | Thomas Havning                                                                      | Arquitecto                                      |
| 1936 | Arne Jacobsen Aage Rafn Adam Fischer Georg Jacobsen Herluf Jensenius Arnoff Thomsen | Arquitecto Escultor Pintor Illustrator Escultor |
| 1937 | Gudmund Nyeland Brandt Niels Lergaard                                               | Paisajista Pintor                               |
| 1938 | Mogens Koch Axel Salto Knud Agger                                                   | Arquitecto Escultor Pintor                      |
| 1939 | Egil Fischer Poul Høm Sigurjón Ólafsson Johannes Hansen                             | Arquitecto Pintor Pintor Escultor               |

### Década de 1940
| Año  | Galardonado/s | Campo                                 |
| ---- | --- | ------------------------------------- |
| 1940 | Henrik Starcke Astrid Noack Flemming Larsen Erik Møller Lauritz Hartz Søren Hjorth Nielsen                            | Escultor Arquitecto Pintor            |
| 1941 | Aage Petersen Gunnar Hansen Vilhelm Lauritzen Frits Schlegel Otto Nielsen Victor Haagen Müller                        | Escultor Arquitecto Pintor            |
| 1942 | Hugo Liisberg Anker Hoffmann Elof Risebye Niels Grønbech                                                              | Escultor Pintor                       |
| 1943 | Aage Nielsen-Edwin Agnes Lunn Kaj Louis Jensen Hans Christian Hansen Viggo S. Jørgensen Povl Schrøder Christine Swane | Escultor Escultor Arquitecto Pintor   |
| 1944 | Knud Nellemose Gottfred Eickhoff Eske Kristensen Axel Skjelborg Carl Jensen                                           | Escultor Arquitecto Pintor            |
| 1945 | Inge Finsen Tyge Holm C. F. Møller C.Th. Sørensen Arne Ludvigsen Ole Søndergaard Erik Hoppe                           | Escultor Arquitecto Arquitecto Pintor |
| 1946 | Ulf Rasmussen J. Gudmundsen-Holmgreen F. Grut Paul Sørensen Sophie Pedersen                                           | Escultor Arquitecto Pintor            |
| 1947 | Ejgill Vedel Schmidt Finn Juhl Júlíana Sveinsdóttir Bizzie Høyer Ville Jais Nielsen                                   | Escultor Arquitecto Pintor            |
| 1948 | Tove Olafsson Stephensen Knud Hansen Mogens Andersen Svend Johansen Lauritz Hartz                                     | Escultor Arquitecto Pintor            |
| 1949 | August Keil Agnete Jørgensen Hans Georg Skovgaard Edvard Klindt-Larsen Egon Mathiesen                                 | Escultor Arquitecto Pintor            |

### Década de 1950
| Año  | Recipient                                                                          | Campo                        |
| ---- | ---------------------------------------------------------------------------------- | ---------------------------- |
| 1950 | Carl-Henning Pedersen Richard Mortensen Børge Mogensen                             | Pintor Arquitecto            |
| 1951 | Holger J. Jensen Hans Bendix Hans Hansen Helge Refn Henning Seidelin Grethe Bagge  | Pintor Arquitecto Escultor   |
| 1952 | Helge Nielsen Dan Sterup-Hansen P.E. Hoff B. Windinge                              | Pintor Arquitecto            |
| 1953 | Kaj Mottlau Petri Gissel Halldor Gunnløgsson Ole Hagen William Gersel Jørgen Thoms | Pintor Arquitecto Escultor   |
| 1954 | Mogens Zieler Kaj Ejstrup Viggo Møller-Jensen Hjalte Skovgaard                     | Pintor Arquitecto Escultor   |
| 1955 | S. Danneskjold-Samsøe Christian Daugaard Eva & Nils Koppel                         | Pintor Arquitectos           |
| 1956 | Carl Østerbye Erik Herløw Hans J. Wegner                                           | Pintor Arquitecto Arquitecto |
| 1957 | Albert Gammelgaard Karl Bovin Jørn Utzon Erik Christian Sørensen Helge Holmskov    | Pintor Arquitecto Escultor   |
| 1958 | Harald Leth Holger Jensen Vilhelm Wohlert                                          | Pintor Arquitecto Arquitecto |
| 1959 | Egill Jacobsen Ole Kielberg Jørn Nielsen Jørgen Bo                                 | Pintor Arquitecto            |

### Década de 1960
- 1960: Ejler Bille, Sven Havsteen-Mikkelsen, Henry Luckow-Nielsen
- 1961: Flemming Bergsøe, Jørgen Andersen Nærum
- 1962: Preben Hornung, Svend Engelund
- 1963: Anna Klindt Sørensen, Jeppe Vontillius
- 1964: Albert Mertz, Sig. Vasegaard
- 1965: Frede Christoffersen, Reidar Magnus, Erik Thommesen
- 1966: Søren Georg Jensen,[3] Poul Bjørklund
- 1967: Poul Ekelund, Erling Frederiksen, Agnete Varming, Gunnar Westman[4]
- 1968: Ib Braase, Agnete Bjerre
- 1969: Kjeld Hansen, Jørgen Haugen Sørensen, Willy Ørskov[5]

### Década de 1970
- 1970: Paul Gadegaard, Erling Jørgensen, Christian Poulsen
- 1971: Kasper Heiberg, Richard Winther
- 1972: Johannes Carstensen, Knud Hvidberg, Anna Thommesen (weaving), Sigrid Lütken, Jens-Flemming Sørensen
- 1973: Helge Bertram, Erik Lynge
- 1974: Henrik Buch, Rasmus Nellemann, Gert Nielsen
- 1975: Arne Haugen Sørensen, Egon Fischer
- 1976: Alfred Madsen, Niels Macholm
- 1977: Gunnar Aagaard Andersen
- 1978: Ib Geertsen, Poul Gernes, Jørn Larsen, Tage Stentoft
- 1979: Henning Damgård-Sørensen, Else Fischer-Hansen, Arne Ungermann, Eva Sørensen

### Década de 1980
- 1980: Emil Gregersen, Niels Guttormsen, Børge Jørgensen, Bjørn Nørgaard
- 1981: Vera Myhre, Karin Nathorst Westfelt
- 1982: Sven Hauptmann, Anders Kirkegaard, Franka Rasmussen, Anna Maria Lütken, Gudrun Steenberg
- 1983: Knud Hansen, Søren Kjærsgaard, Mogens Lohmann, Ole Sporring
- 1984: Mogens Jørgensen, Tonning Rasmussen, Hans Christian Rylander, Kurt Trampedach, Ole Christensen
- 1985: Seppo Mattinen, Elsa Nielsen, John Olsen, Agnete Therkildsen
- 1986: Jørgen Rømer, Arne Johannessen, Kirsten Lockenwitz, Ingálvur av Reyni, Hein Heinsen
- 1987: Nanna Hertoft, Frank Rubin
- 1988: Leif Lage, Finn Mickelborg, Hanne Varming, Mogens Møller
- 1989: Freddie A. Lerche, Gudrun Poulsen, Ole Heerup, Eiler Kragh, Peter Bonnén

### Década de 1990
- 1990: Jørgen Boberg, Helle Thorborg, Thomas Bang
- 1991: Jens Birkemose, Stig Brøgger, Torben Ebbesen
- 1992: Kai Lindemann, Per Neble
- 1993: Ingvar Cronhammar
- 1994: Peter Brandes, Otto Lawaetz, Inge Lise Westman, Kirsten Dehlholm
- 1995: Merete Barker, Troels Wörsel, Jørgen Roos (film), Kirsten Ortwed
- 1996: Erik A. Frandsen, Sys Hindsbo, Bent Karl Jacobsen, Aksel Jensen, Kehnet Nielsen, Lene Adler Petersen, Kirsten Justesen, Thorbjørn Lausten
- 1987: Erik Hagens, Karin Birgitte Lund, Eric Andersen, Margrete Sørensen
- 1998: Henrik Have, Frithioff Johansen, Jytte Rex, Christian Lemmerz
- 1999: Jesper Christiansen, Peter Lautrop, Ane Mette Ruge, Elisabeth Toubro

### Década del 2000
| Año  | Galardonado/s             | Campo       | Ref                                                      |
| ---- | ------------------------- | ----------- | -------------------------------------------------------- |
| 2000 | Per Arnoldi               | Pintor      | Ref Archivado el 18 de mayo de 2021 en Wayback Machine.  |
| 2000 | Nina Sten-Knudsen         | Pintor      | Ref Archivado el 16 de junio de 2021 en Wayback Machine. |
| 2000 | Mogens Otto Nielsen       | Pintor      | Ref Archivado el 10 de mayo de 2021 en Wayback Machine.  |
| 2000 | Georg K. S. Rotne         | Arquitecto  |                                                          |
| 2000 | Morten Stræde             | Escultor    |                                                          |
| 2001 | Jes Fomsgaard             | Pintor      |                                                          |
| 2001 | Michael Kvium             | Pintor      |                                                          |
| 2001 | Ole Helweg                | Arquitecto  |                                                          |
| 2001 | Ole Helweg                | Arquitecto  |                                                          |
| 2001 | Knud Fladeland Nielsen    | Arquitecto  |                                                          |
| 2001 | Kim Utzon                 | Arquitecto  |                                                          |
| 2001 | Lone Høyer Hansen         | Escultor    |                                                          |
| 2001 | Anita Jørgensen           | Escultor    |                                                          |
| 2002 | Viera Collaro             | Pintor      |                                                          |
| 2002 | Nils Erik Gjerdevik       | Pintor      |                                                          |
| 2002 | Stig Lennart Andersson    | Paisajista  |                                                          |
| 2002 | Søren Robert Lund         | Arcgitect   |                                                          |
| 2002 | Øivind Nygård             | Escultor    |                                                          |
| 2002 | Finn Reinbothe            | Escultor    |                                                          |
| 2003 | Peter Bonde               | Artista     |                                                          |
| 2003 | Mogens Gissel             | Pintor      |                                                          |
| 2003 | Nille Juul-Sørensen       | Arquitecto  |                                                          |
| 2003 | Torben Schønherr          | Paisajista  |                                                          |
| 2003 | Eva Koch                  | Escultor    |                                                          |
| 2004 | Jeppe Aagaard Andersen    | Paisajista  |                                                          |
| 2004 | Dorte Mandrup             | Arquitecto  |                                                          |
| 2004 | Martin Erik Andersen      | Escultor    |                                                          |
| 2004 | Olafur Eliasson           | Escultor    |                                                          |
| 2004 | Søren Jensen              | Escultor    |                                                          |
| 2004 | Claus Carstensen          | Pintor      |                                                          |
| 2004 | Leif Kath                 | Pintor      |                                                          |
| 2005 | Bjarke Ingels             | Arquitecto  |                                                          |
| 2005 | Julien De Smedt           | Arquitecto  |                                                          |
| 2005 | Steen Høyer               | Arquitecto  |                                                          |
| 2005 | Jørgen Michaelsen         | Escultor    |                                                          |
| 2005 | Henning Christiansen      | Escultor    |                                                          |
| 2005 | Ellen Hyllemose           | Escultor    |                                                          |
| 2005 | Tal R                     | Pintor      |                                                          |
| 2005 | Per Bak Jensen            | Pintor      |                                                          |
| 2005 | Vibeke Mencke Nielsen     | Pintor      |                                                          |
| 2006 | Jytte Høy                 | Escultor    |                                                          |
| 2006 | Erland Knudssøn Madsen    | Escultor    |                                                          |
| 2006 | Jørgen Carlo Larsen       | Escultor    |                                                          |
| 2006 | Peter Holst Henckel       | Pintor      |                                                          |
| 2006 | Malene Landgreen          | Pintor      |                                                          |
| 2006 | Signe y Christian Cold    | Arquitectos |                                                          |
| 2007 | Troels Troelsen           | Arquitecto  |                                                          |
| 2007 | Jens Haaning              | Escultor    |                                                          |
| 2007 | Kerstin Bergendal         | Escultor    |                                                          |
| 2007 | Cai-Ulrich von Platen     | Pintor      |                                                          |
| 2007 | Poul Pedersen             | Pintor      |                                                          |
| 2007 | Per Marquard Otzen        | Pintor      |                                                          |
| 2008 | Karen Exner               | Arquitecto  |                                                          |
| 2008 | Mads Bjørn Hansen         | Arquitecto  |                                                          |
| 2008 | Mette Tony                | Arquitecto  |                                                          |
| 2008 | Henrik B. Andersen        | Escultor    |                                                          |
| 2008 | Sophia Kalkau             | Escultor    |                                                          |
| 2008 | Lilibeth Cuenca Rasmussen | Escultor    |                                                          |
| 2008 | Kasper Bonnén             | Pintor      |                                                          |
| 2009 | Kim Holst Jensen          | Arquitecto  |                                                          |
| 2009 | Jesper Rasmussen          | Escultor    |                                                          |
| 2009 | Ole Broager               | Escultor    |                                                          |
| 2009 | Inge Ellegaard            | Pintor      |                                                          |
| 2009 | Leonard Forslund          | Pintor      |                                                          |

### Década de 2010
| Año  | Galardonado/s                                                   | Campo                | Ref                                                        |
| ---- | --------------------------------------------------------------- | -------------------- | ---------------------------------------------------------- |
| 2010 | Anna Maria Indrio                                               | Arquitecto           | Ref Archivado el 16 de junio de 2021 en Wayback Machine.   |
| 2010 | Thomas Carstens                                                 | Arquitecto           | Ref Archivado el 18 de mayo de 2021 en Wayback Machine.    |
| 2010 | Nils Holscher, Mikkel Nordberg, Claus Sivager                   | Arquitectos          | Ref Archivado el 23 de octubre de 2017 en Wayback Machine. |
| 2010 | Peter Callesen                                                  | Artista visual       | Ref                                                        |
| 2010 | Kirsten Dufour y Finn Thybo Andersen                            | Visual Artista       | Ref Archivado el 23 de octubre de 2017 en Wayback Machine. |
| 2011 | Louis Becker                                                    | Arquitecto           | Ref Archivado el 2 de julio de 2018 en Wayback Machine.    |
| 2011 | Poul Ove Jensen                                                 | Arquitecto           | Ref Archivado el 16 de junio de 2021 en Wayback Machine.   |
| 2011 | Erik Varming                                                    | Escultor             | Ref                                                        |
| 2011 | Ursula Reuter Christiansen                                      | Pintor               | Ref                                                        |
| 2012 | Michael Elmgreen y Ingar Dragset                                | Visual Artista       | Ref                                                        |
| 2012 | Marianne Levinsen                                               | Paisajista           | Ref                                                        |
| 2012 | Marianne Hesselbjerg                                            | Artista visual       | Ref Archivado el 18 de mayo de 2021 en Wayback Machine.    |
| 2012 | John Kørner                                                     | Pintor               | Ref Archivado el 10 de mayo de 2021 en Wayback Machine.    |
| 2013 | Kristine Jensen                                                 | Landscaåe Arquitecto | Ref Archivado el 18 de mayo de 2021 en Wayback Machine.    |
| 2013 | Frans Jacobi                                                    | Artista visual       | Ref Archivado el 18 de mayo de 2021 en Wayback Machine.    |
| 2013 | Bodil Nielsen                                                   | Artista visual       | Ref Archivado el 16 de junio de 2021 en Wayback Machine.   |
| 2013 | Søren Martinsen                                                 | Artista visual       | Ref Archivado el 16 de junio de 2021 en Wayback Machine.   |
| 2014 | Frank Maali y Gemma Lalanda                                     | Arquitectos          | Ref Archivado el 16 de junio de 2021 en Wayback Machine.   |
| 2014 | Pernille Schyum Poulsen y Jan Albrechtsen                       | Arquitectos          | Ref Archivado el 23 de octubre de 2017 en Wayback Machine. |
| 2014 | Jesper Just                                                     | Artista visual       | Ref Archivado el 18 de mayo de 2021 en Wayback Machine.    |
| 2014 | Finn Naur Petersen                                              | Escultor             | Ref Archivado el 18 de mayo de 2021 en Wayback Machine.    |
| 2014 | Kirstine Roepstorff                                             | Artista visual       | Ref Archivado el 18 de mayo de 2021 en Wayback Machine.    |
| 2015 | Carsten E. Holgaard                                             | Arquitecto           | Ref Archivado el 18 de mayo de 2021 en Wayback Machine.    |
| 2015 | Christina Sofia Capetillo                                       | Arquitecto           | Ref Archivado el 18 de mayo de 2021 en Wayback Machine.    |
| 2015 | Henrik Plenge Jakovsen                                          | Artista visual       | Ref Archivado el 16 de junio de 2021 en Wayback Machine.   |
| 2015 | Ann Kristin Lislegaard                                          | Artista visual       | Ref Archivado el 29 de junio de 2018 en Wayback Machine.   |
| 2015 | Mette Winckelmann                                               | Artista visual       | Ref Archivado el 16 de junio de 2021 en Wayback Machine.   |
| 2015 | Lars Juel This, Ib Valdemar Nielsen, Bo Lautrup, Peter Dalgaard | Arquitectos          | Ref Archivado el 10 de mayo de 2021 en Wayback Machine.    |
| 2016 | Dan Stubbergaard                                                | Arquitecto           | Ref Archivado el 18 de mayo de 2021 en Wayback Machine.    |
| 2016 | Peter Land                                                      | Artista visual       | Ref Archivado el 16 de junio de 2021 en Wayback Machine.   |
| 2016 | Joachim Koester                                                 | Artista visual       | Ref Archivado el 16 de junio de 2021 en Wayback Machine.   |